# Voy a mil (álbum)
Voy a mil es el segundo álbum de estudio del grupo Olé Olé y el último que grabó con ellos Vicky Larraz. Fue publicado en 1984 por CBS. Solo se extrajeron dos sencillos de este álbum, Voy a mil y Caminemos. Un año más tarde Vicky abandonó la formación para empezar su carrera en solitario y fue sustituida por Marta Sánchez.

## Historia
«Voy a mil», se publica como el segundo álbum del grupo y se presenta con el sencillo del mismo título.
Se convirtió en un nuevo éxito y en él Vicky Larraz demuestra de nuevo su potencia vocal. El segundo sencillo fue la versión de Los Panchos «Caminemos». Solamente se publican dos sencillos del álbum, ya que en ese momento CBS atraviesa un grave bache económico. El álbum fue un éxito, aunque en menor medida que el anterior.
Tras finalizar la gira en 1985, Vicky Larraz y Luis Carlos Esteban deciden abandonar la formación. Vicky sentía muy limitado su potencial artístico dentro del grupo, donde no podía componer, iniciando así su carrera en solitario.

## Lista de canciones
LP Original 1984
| #  | Título             | Compositor(es)                         | Duración |
| -- | ------------------ | -------------------------------------- | -------- |
| 1  | Voy a mil          | Gustavo Montesano / Luis Gómez Escolar | 4:14     |
| 2  | Pasos de mujer     | Luis Carlos Esteban                    | 4:26     |
| 3  | Condenada          | Gustavo Montesano                      | 4:14     |
| 4  | Caminemos          | H. Martins / A. Gil                    | 3:40     |
| 5  | Cambios            | Luis Carlos Esteban                    | 2:46     |
| 6  | Un buen final      | Luis Carlos Esteban                    | 3:40     |
| 7  | Y ahora estoy aquí | Gustavo Montesano                      | 4:25     |
| 8  | Desaparecidos      | Gustavo Montesano                      | 3:54     |
| 9  | Un golpe de suerte | Luis Carlos Esteban                    | 4:25     |
| 10 | Señor presidente   | Gustavo Montesano                      | 4:20     |

Reedición 2000
| #  | Título          | Compositor(es)      | Duración |
| -- | --------------- | ------------------- | -------- |
| 11 | Gente corriente | Luis Carlos Esteban | 2:16     |